# São José (Timóteo)
São José é um bairro do município brasileiro de Timóteo, no interior do estado de Minas Gerais. Localiza-se no distrito-sede, estando situado na Regional Sul. Segundo o censo demográfico de 2022, realizado pelo Instituto Brasileiro de Geografia e Estatística (IBGE), sua população era de 2 964 habitantes e havia 1 123 domicílios particulares permanentes ocupados.
De acordo com o IBGE, em 2010 a população era de 3 201 habitantes e havia 1 088 domicílios particulares.

## História e descrição
A execução do calçamento e urbanização foi realizada pela administração municipal antes de 1981. Neste bairro, na Avenida Acesita, encontra-se o Paço Municipal, onde estão localizadas as sedes da Prefeitura e da Câmara Municipal de Timóteo, além de ser onde estão concentrados outros serviços públicos.
Outro marco do São José é a Praça Jésus Martins de Assis, no entorno do Paço Municipal. O espaço público recebeu seu nome em dezembro de 2017, em homenagem ao ex-prefeito Jésus Martins de Assis, que havia falecido recentemente. Pelo menos duas instituições de ensino público estão localizadas no bairro, sendo elas a Escola Municipal Joaquim Ferreira de Souza e a Escola Estadual Joaquim Ferreira.